# Litauens liberala förbund
Litauens liberala förbund, Lietuvos liberalų sąjunga (LLS) var en gång det största enskilda partiet i Litauens parlament, seimas.
2003 gick LLS ihop med Centerunionen och Moderna kristdemokrater och bildade den nya Liberala centerunionen.